# Auerbach (Erzgebirge)
Auerbach ist eine Gemeinde im Erzgebirgskreis in Sachsen (Deutschland). Sie ist seit dem 21. März 2008 Teil der Verwaltungsgemeinschaft Burkhardtsdorf.

## Geographie
Die Gemeinde liegt im Erzgebirge, ca. 20 km südlich von Chemnitz. Sie grenzt im Nordwesten an die Gemeinde Gornsdorf (unterer Ortsteil auf 471,6 m ü. NN) und im Südosten an das Gebiet der Stadt Thum (oberer Ortsteil auf 642,6 m ü. NN).
Auerbach war eines der Zentren der Strumpfindustrie im 20. Jahrhundert, deren Anfänge bis ins frühe 19. Jahrhundert zurückreichen.

### Nachbargemeinden
| Gornsdorf |                                             | Gelenau |
|           | Kompassrose, die auf Nachbargemeinden zeigt |         |
| Zwönitz   |                                             | Thum    |

## Geschichte

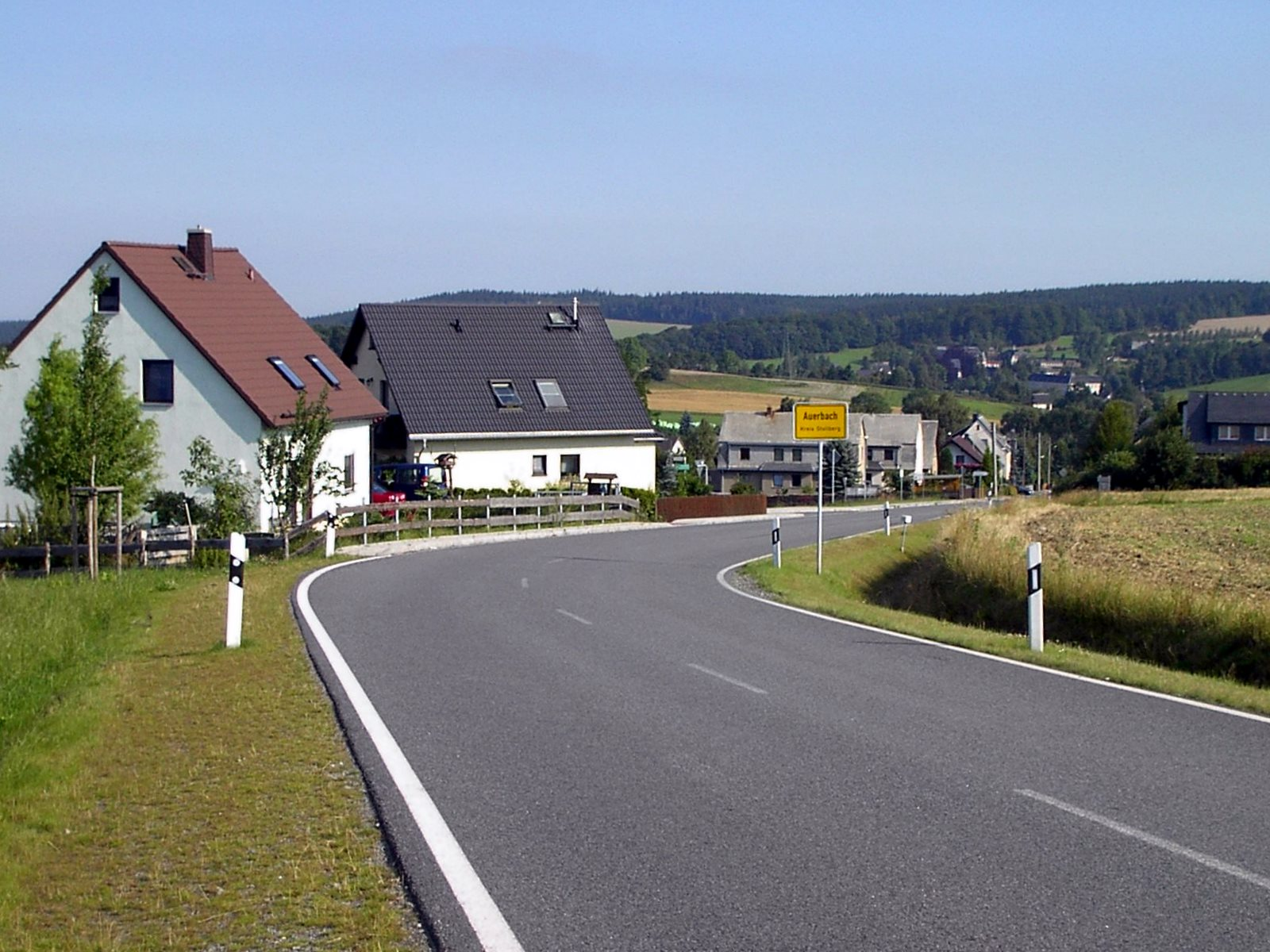
Ortseingang von Auerbach aus Richtung Jahnsbach

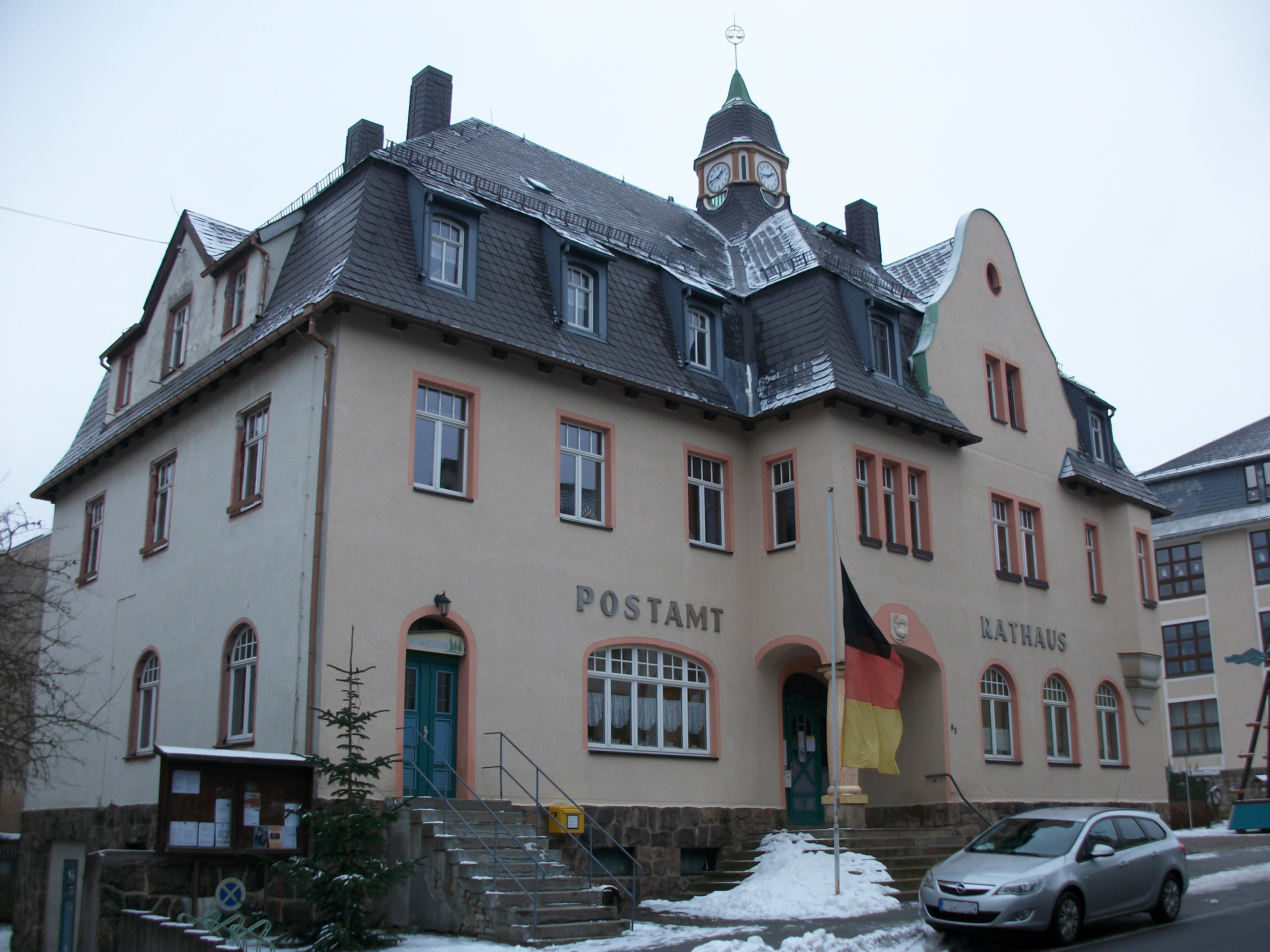
Rathaus Auerbach (Erzgebirge)

Die erste Erwähnung 1446 findet sich bereits in einer Urkunde als Vwerbach. Im Jahr 1447 wird im Kurfürstlich Sächsischen Kanzleiregister Auerbach als Amtsdorf von Stollberg, unter dem Namen Vrbach, bezeichnet. Obwohl die Urkunde von 1446 seit längerem bekannt ist und z. B. auch von Blaschke zugrunde gelegt wurde, gilt traditionell das Jahr 1447 als Stichjahr für die örtlichen Jubiläumsfeiern.
Auerbach entstand im Zuge der Ostkolonisation im 12. und 13. Jahrhundert. Der Ort liegt im Gebiet des ehemals das gesamte Erzgebirge bedeckenden Urwaldes. Die noch heute erkennbare Form des Waldhufendorfes zeigt, dass es zu dieser Zeit ein fest vorgegebenes Schema der Fluraufteilung gab.
Das Auenland links und rechts des Dorfbaches blieb aber von der Hufenaufteilung ausgeschlossen. Der sogenannte Dorfanger diente als gemeinschaftliches Weideland für Kleinvieh.
Erst allmählich wurde der Dorfanger von der Gemeinde an Häusler verpachtet bzw. verkauft.
Viehwege bzw. Viehtrifte, auf denen das Großvieh von Gemeindehirten in die gemeindeeigenen Waldhuten oder Waldweiden getrieben wurden, wurden später verkauft oder verpachtet, oftmals dienten sie auch als öffentliche Straßen des 19. Jahrhunderts.
Auerbach war schon um das Jahr 1500 kein reines Bauerndorf. Für das Jahr 1552 sind 29 Besitzer von Höfen und eine ungewöhnlich hohe Anzahl von 54 Einwohnern angegeben. Die 54 stellt aber nicht die Einwohnerzahl, sondern die Zahl der gewerblich selbständigen Personen ohne Grundbesitz dar. Dies können zum Beispiel Bergleute, Köhler, Waldarbeiter, Harzer oder Sägemüller sein. Daraufhin ist eine Gesamteinwohnerzahl von mehreren hundert Personen denkbar. Für das Jahr 1605 wird eine Einwohnerzahl von 300 angegeben.
Kirchlich war Auerbach über Jahrhunderte eine Filialkirche von Hormersdorf. Ein eigenes Gotteshaus soll es im Dorf bereits 1500 gegeben haben. Dieses wurde 1643 durch schwedische Truppen geplündert. Am 4. Juni 1747 wurde die erneuerte Kirche eingeweiht.
Wie viele andere Erzgebirgsorte auch blieb Auerbach nicht vor Seuchen und Krankheiten verschont. 1582, 1598 und 1625 grassierte die Pest im Dorf. 1711 brachen die Blattern aus, im Jahr darauf die Ruhr. Nach der großen Hungersnot 1772 wurde Auerbach 1700 vom Ausbruch des Scharlachfiebers und ein Jahr später von einer Masernepidemie heimgesucht. Eine letzte große Hungersnot war 1862 zu verzeichnen.
Nachdem 1843 die „Firma Gotthilf Kurth“ gegründet worden war, wurde Auerbach am 27. Dezember 1910 an das Stromnetz angeschlossen. Im Jahr darauf wurde die Schmalspurbahn Schönfeld-Wiesa–Meinersdorf fertiggestellt. Am 9. September 1925 erfolgte der Anschluss an das Gasnetz, im selben Jahr wurde die erste zentrale Wasserleitung in Betrieb genommen.
Zu Beginn der Zeit des Nationalsozialismus im Jahre 1933 wurde das Jugendheim in der Hauptstraße (zu DDR-Zeiten Karl-Marx-Straße) als Haft- und Folterort der SA an den politischen Gegnern und anderen unliebsamen Personen genutzt.
Die Gemeinde war bis zu deren Auflösung Sitz der Verwaltungsgemeinschaft Auerbach.

### Geschichte der Strumpfindustrie des Ortes

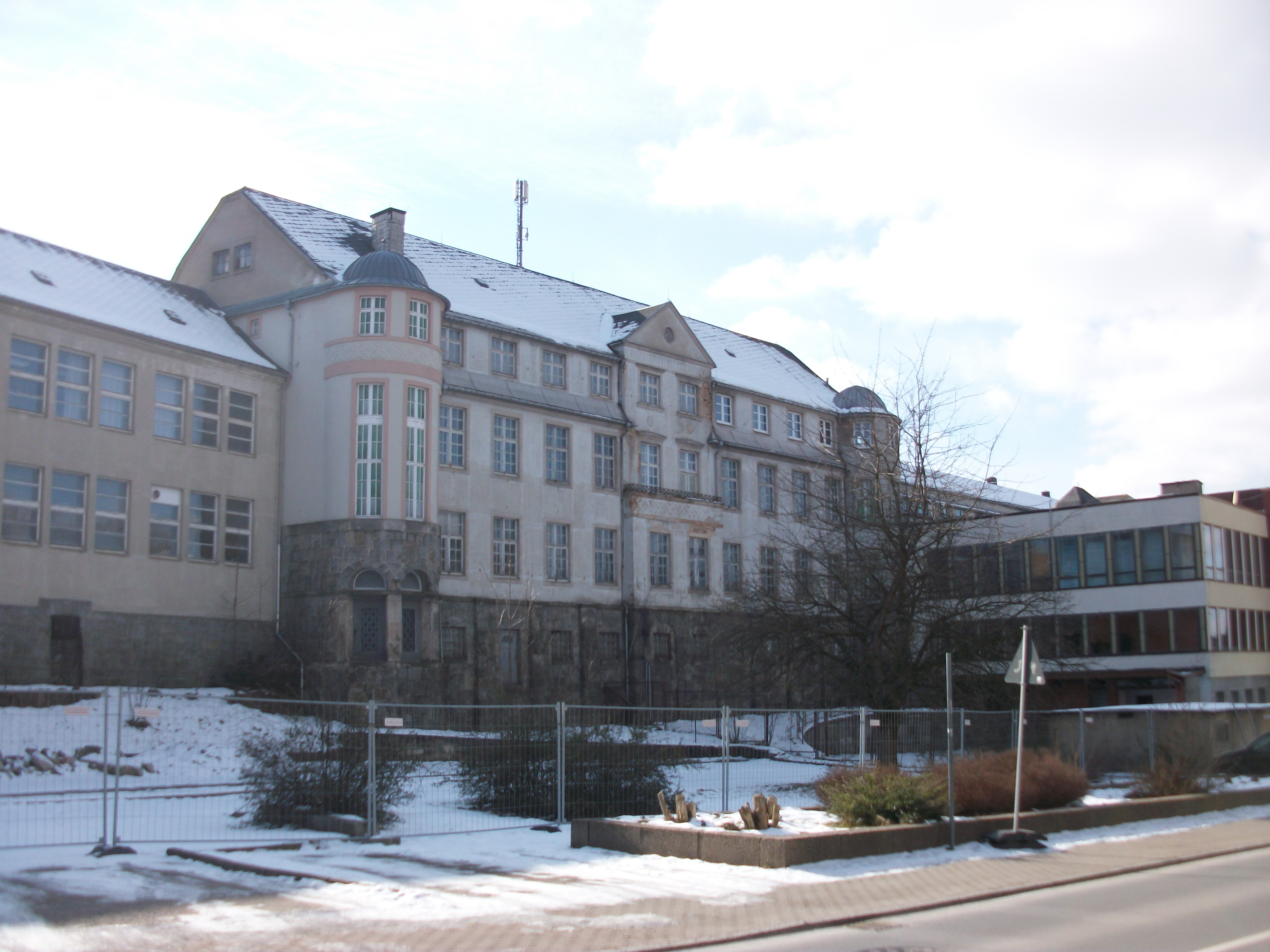
Ehemaliges Strumpfkombinat ESDA in Auerbach (Erzgeb)

In Auerbach wurde um 1759 mit der Herstellung von Strumpfwaren auf hölzernen Handkulierstühlen begonnen. Die Produktion erfolgte bis in die zweite Hälfte des 19. Jahrhunderts in den Häusern und Stuben der Strumpfwirker. 1799 wurde im Ort durch den am 30. April 1779 geborenen Christian Gottlieb Kurth die Strumpfindustrie eingeführt. Er gründete 1834 die erste Strumpffirma in Auerbach. Bis 1900 entstanden sieben Strumpfbetriebe mit Fabrikgebäuden, häufig unter Beibehaltung der Hausproduktion.
Die sieben Betriebe:
- Firma Gotthilf Kurth, gegründet 1834
- Firma C. Louis Keller, gegründet 1867
- Firma F. W. Wieland, gegründet 1876
- Firma F. Theodor Häcker, gegründet 1881
- Firma F. A. Uhlmann, gegründet 1882
- Firma Louis Sehm/R. Uhlig, gegründet 1887
- Firma A. Robert Wieland, gegründet 1892

Zu DDR-Zeiten existierte in Auerbach ein Kombinat der ESDA. Im Jahr 2022 wurden anlässlich der 575-Jahr-Feier an allen sieben ehemaligen Standorten Informationstafeln aufgestellt.

## Politik

### Gemeinderat
Seit der Gemeinderatswahl am 9. Juni 2024 verteilen sich die 11 Sitze des Gemeinderates folgendermaßen auf die einzelnen Gruppierungen:
- Bürgervereinigung Auerbach: 8 Sitze
- AfD: 1 Sitz (zwei Sitze bleiben mangels Kandidaten unbesetzt)
- CDU: 1 Sitz (ein Sitz bleibt mangels Kandidat unbesetzt)
- Freie Wähler Erzgebirge: 1 Sitz

| Liste                      | 2024   | 2024   | 2019   | 2019   | 2014   | 2014   |
| Liste                      | Sitze  | in %   | Sitze  | in %   | Sitze  | in %   |
| -------------------------- | ------ | ------ | ------ | ------ | ------ | ------ |
| Bürgervereinigung Auerbach | 8      | 61,4   | 8      | 57,0   | 12     | 68,2   |
| AfD                        | 1      | 19,7   | –      | –      | –      | –      |
| CDU                        | 1      | 11,8   | 2      | 15,2   | 1      | 6,5    |
| Freie Wähler Erzgebirge    | 1      | 7,1    | –      | –      | –      | –      |
| Initiative für Auerbach    | –      | –      | 4      | 27,8   | –      | –      |
| BFW                        | –      | –      | –      | –      | 2      | 15,7   |
| NPD                        | –      | –      | –      | –      | –      | 2,5    |
| Wahlbeteiligung            | 68,8 % | 68,8 % | 66,4 % | 66,4 % | 67,4 % | 67,4 % |

- FW: 1
- BVA: 8
- CDU: 1
- AfD: 1

Die AfD kann zwei; die CDU einen Sitz nicht besetzen. Der Gemeinderat verkleinert sich entsprechend.

### Bürgermeister
Im April 2018 wurde Horst Kretzschmann erneut zum Bürgermeister gewählt, nachdem er sein Amt im März 2011 zum ersten Mal angetreten hatte. Kretzschmann wurde 2025 nach endgültigem Ergebnis mit 38,0 % (469 Stimmen) gegen Ulf Landwehr (38,1 %, 470 Stimmen) nicht wieder gewählt. Durch die Kommunalaufsicht wurde die Wahl im Mai 2025 wegen eines Verstoßes gegen die Neutralitätspflicht durch ein gemeinsames Flugblatt aller Gemeinderäte unter der Bezeichnung „Stellungnahme des Gemeinderates“ (also des kommunalen Organs, das als Kollektiv anders als die einzelnen Gemeinderäte zur Neutralität verpflichtet ist) für ungültig erklärt. Der Gemeinderat hat nun über den Termin der Wahlwiederholung zu entscheiden. Bis dahin führt die Erste Stellvertreterin des Bürgermeisters die Geschäfte.
| Wahl | Bürgermeister                          | Vorschlag                              | Wahlergebnis (in %)                    |
| ---- | -------------------------------------- | -------------------------------------- | -------------------------------------- |
| 2025 | Termin der Wahlwiederholung ausstehend | Termin der Wahlwiederholung ausstehend | Termin der Wahlwiederholung ausstehend |
| 2025 | Ulf Landwehr                           | BVA                                    | 38,1                                   |
| 2018 | Horst Kretzschmann                     | BVA                                    | 50,0                                   |
| 2011 | Horst Kretzschmann                     | Kretzschmann                           | 65,7                                   |
| 2008 | Andreas Drechsel                       | BFW                                    | 80,4                                   |
| 2001 | Andreas Drechsel                       | BFW                                    | 83,7                                   |
| 1994 | Andreas Drechsel                       | BFW                                    | 88,1                                   |

### Ortspartnerschaft
- Stadt Welzheim seit 3. Oktober 1990[11]

## Religion

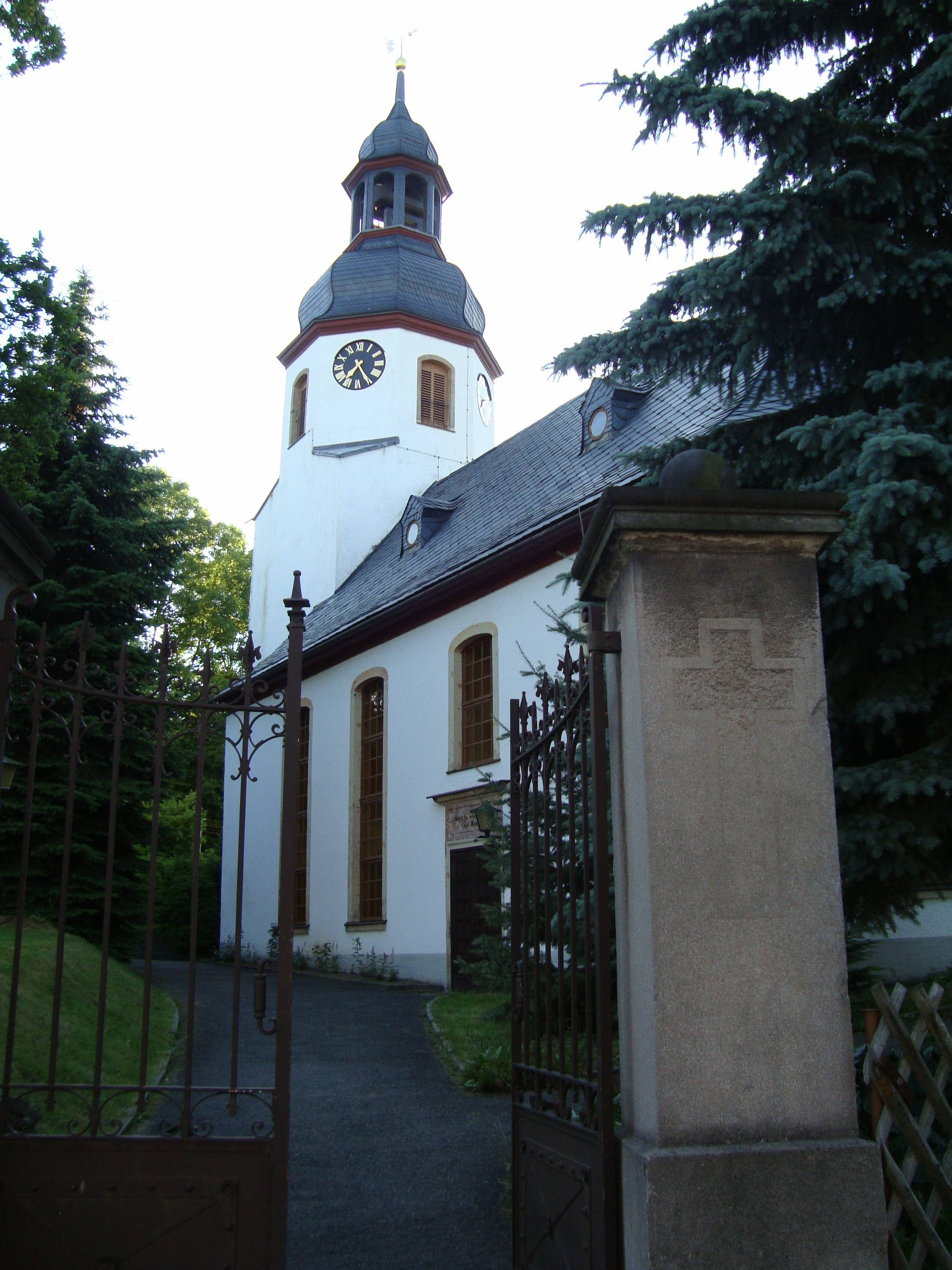
Pfarrkirche von Auerbach

37,5 % der Einwohner sind Lutheraner, 0,5 % Katholiken.
Die Evangelisch-Lutherische Kirchgemeinde Auerbach mit der denkmalgeschützten Dorfkirche gehört zum Kirchenbezirk Annaberg der Evangelisch-Lutherischen Landeskirche Sachsens. Dazu gibt es die Landeskirchliche Gemeinschaft Auerbach, die dem Landesverband Landeskirchlicher Gemeinschaften Sachsen angehört.
Die Katholiken gehören zur Pfarrei St. Peter und Paul in Zwönitz, die eine Filialkirche in Thalheim unterhält. Die Gemeinde gehört zum Dekanat Zwickau des Bistums Dresden-Meißen.
Darüber hinaus existiert die Evangelisch-Freikirchliche Gemeinde Auerbach mit etwa 30 Mitgliedern, die der Arbeitsgemeinschaft der Brüdergemeinden im Bund Evangelisch-Freikirchlicher Gemeinden in Deutschland angehört.

## Verkehr

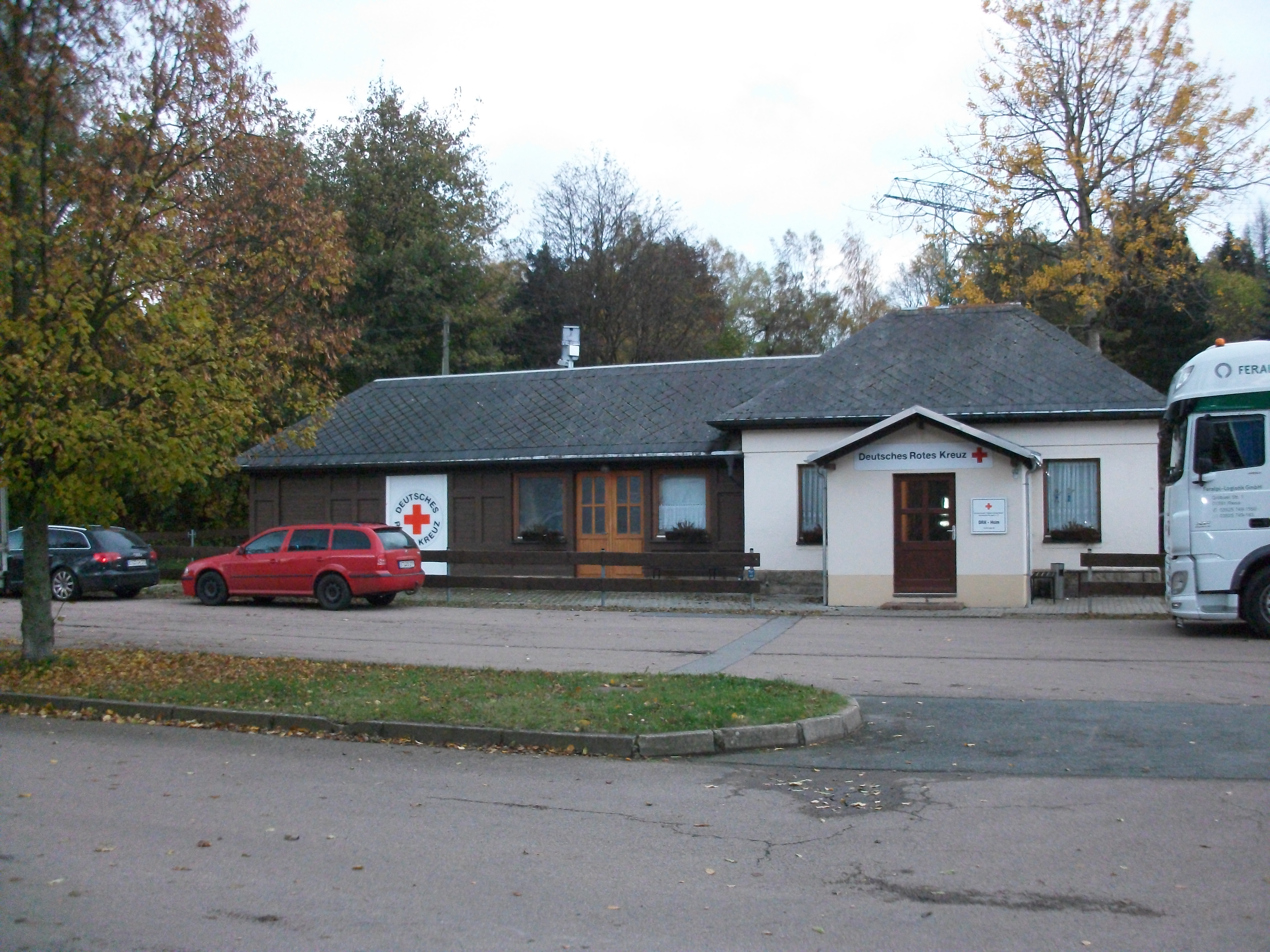
Bahnhof Auerbach (Erzgeb), Empfangsgebäude (2016)

Auerbach ist über Ortsstraßen mit der Bundesstraße 95 im Osten und der Bundesstraße 180 im nordwestlich gelegenen Nachbarort Gornsdorf verbunden.
Zwischen 1911 und 1974/76 hatte der Ort einen Bahnhof und einen Haltepunkt an der Schmalspurbahn Schönfeld-Wiesa–Meinersdorf.

## Kultur und Sehenswürdigkeiten

### Naturschutz
- Siehe auch: Liste der Naturdenkmale in Auerbach (Erzgebirge)

### Gedenkstätten
- Gedenktafel am Jugendheim in der Hauptstraße für 50 misshandelte Personen aus der Arbeiterbewegung

### Ortstypisches Brauchtum
Früher gab es zu den einglasigen Fenstern noch einen zweiten Satz, die in der kalten Jahreszeit zusätzlich angebracht wurden, die Doppelfenster. Gegen Zugluft stopfte man den Zwischenraum teilweise mit Moos aus. In der Weihnachtszeit wurde das dann mit kleinen Figuren und Kerzen geschmückt. Siehe auch Bethenmoos.
Hellmuth Vogel, ein junger Lehrer (gebürtig in Limburg) der 1911 nach Auerbach kam, entdeckte ein solches Fensterbrett mit Moos und „Männeln“ (erzgebirgisch für „Männlein“) und erfuhr auch, das es früher viel mehr davon gab.
Lehrer Vogel begann nun mit seinen Schülern „Fensterbrattln“ (erzgebirgisch für „Fensterbrettchen“) zu basteln, und Mitte der 30er Jahre soll es um die 1000 derart erleuchtete Fenster gegeben haben. Auerbach wurde als „Fensterbrattln-Dorf“ in der Presse bekannt gemacht.
Später wurden elektrische Schwibbögen modern, die Doppelfenster wurden weniger und die Fensterbrattln auch.
Im Jahre 2002 begann man mit der Wiederbelebung dieser seltenen Tradition, auf Basis der von Hellmuth Vogels Tochter aufbewahrten Originalvorlagen. So entstand neben vielen häuslichen Dekorationen das „Auerbacher Riesen-Fansterbrattl“, das im Jahr 2003 erstmals aufgestellt wurde. Neben einer weihnachtlichen Variante existieren für dieses Riesen-Fansterbrattl auch österliche Figuren.